# Stephen Shittu
Babatunde (Stephen) Shittu (Lagos, 11 september 1973) is een Belgisch voormalige volleyballer van Nigeriaanse komaf.

## Levensloop
Shittu was actief bij het Engelse Mallory Eagles. Met deze club werd hij zesmaal landskampioen (1988, 1989, 1990, 1991, 1992 en 1993) en won hij viermaal de Engelse beker (1988, 1989, 1990 en 1993). In 1993 maakte hij de overstap naar de Belgische competitie, alwaar hij aan de slag ging bij Knack Roeselare. Als speler van deze club won hij dat seizoen (1993-'94) de Beker van België. Vervolgens was Shittu achtereenvolgens aan de slag bij Hemix VC, VC Lennik en VC Zorgvliet Antwerpen. Voor seizoen 1997-'98 kwam hij wederom uit voor Roeselare, waarmee hij de finale van de Challenge Cup bereikte. Hierop aansluitend verdedigde hij de kleuren van VC Maaseik. Met Maaseik werd Shittu in 1998-'99 zowel landskampioen als bekerwinnaar. Daarnaast won hij met deze club tweemaal de Supercup (1998 en 1999) en bereikte hij in 1999 de halve finale en in 2000 de finale van de Champions League. Ook speelde hij in 1999-2000 de finale van de Europese Supercup met Maaseik.
Vervolgens ging Shittu aan de slag bij het Spaanse Unicaja Costa de Almería, waarmee hij landskampioen werd en de halve finale bereikte van de CEV Cup. Hierop aansluitend was hij actief bij verschillende Italiaanse clubs. In 2008 maakte hij vervolgens de overstap naar het Qatarese Police Union. Na twee seizoen bij deze club keerde Shittu terug naar België, alwaar hij aan de slag ging bij VC Averbode en vervolgens Axis Guibertin.
Daarnaast maakte hij deel uit van het Belgisch volleybalteam.
Shittu was woonachtig te Oetingen bij Gooik. Sinds 6 april 2012 is hij vermist. Een tijdlang werd een naburige landbouwer verdacht van de verdwijning, maar deze werd door het parket buiten vervolging gesteld.